# جيم دوبسون (لاعب كرة قاعدة)
جيم دوبسون (بالإنجليزية: Jim Dobson)‏ هو لاعب كرة قاعدة أمريكي، ولد في 1939، وتوفي في 26 فبراير 2018.